# Alchemilla corcontica
Alchemilla corcontica es una especie de planta del género Alchemilla, perteneciente a la familia Rosaceae.

## Taxonomía
Alchemilla corcontica fue descrita por Plocek en 1985.

## Distribución
Se encuentra en el territorio este de Europa central.